# John Strelecky

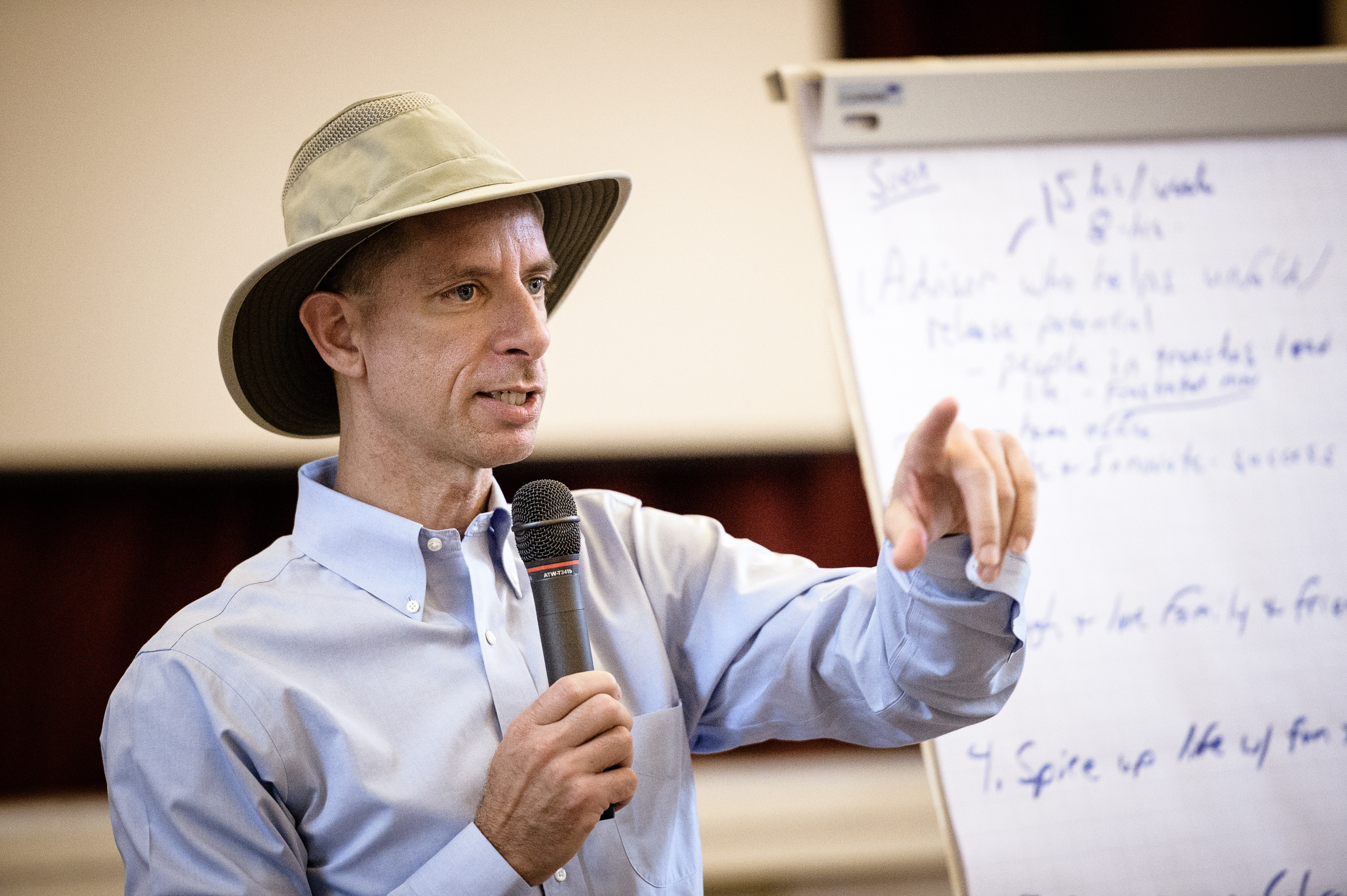
John P. Strelecky

John P. Strelecky (* 13. September 1969 in Chicago, Illinois) ist ein amerikanischer Bestsellerautor und der Erfinder des Konzepts Big Five for Life.

## Leben und Werk
Strelecky wurde am 13. September 1969 in Chicago, Illinois, geboren. Nach dem College arbeitete er fünf Jahre als Strategieberater für Unternehmen. Strelecky begann sich zu fragen, „ob es nicht mehr im Leben geben sollte, als zehn bis zwölf Stunden täglich im Büro zu verbringen und auf eine Beförderung hinzuarbeiten, die dann wahrscheinlich Zwölf- bis Vierzehn-Stunden-Tage nach sich ziehen würde.“ 2002 löste er seinen Hausstand auf und reiste mit seiner Frau Xin neun Monate lang um die Welt.
Im Zuge dieser Reise änderte sich Streleckys Sicht auf das Leben: Nach seiner Rückkehr schrieb er innerhalb von drei Wochen sein erstes Buch The Why Are You Here Café (dt. Das Café am Rande der Welt, 2006) und veröffentlichte es zunächst im Selbstverlag. 2005 schaffte es sein Debüt erstmals auf die amerikanischen Bestsellerlisten. Da Capo Press, ein US-amerikanischer Verlag der Perseus Book Group, erwarb die Rechte und veröffentlichte den Titel 2006 erneut. Mittlerweile erscheinen Streleckys Bücher bei Aspen Light Publishing.
Die deutsche Erstausgabe Das Café am Rande der Welt wurde 2007 im dtv-Verlag veröffentlicht. Sein Buch ist eines der erfolgreichsten Sachbücher der 2010er Jahre im deutschsprachigen Raum. Es steht seit Juli 2015 fast durchgehend auf Platz 1 der Spiegel-Bestseller (Taschenbuch Sachbuch). (Stand: Januar 2019) Der Longseller war einer der Jahresbestseller 2015, 2016, 2017 und war 2018 sogar über alle Buchtypen hinweg das meistverkaufte Buch in Deutschland.
In seinem 2007 veröffentlichten zweiten Buch Life Safari (dt. Safari des Lebens, 2010) beschreibt Strelecky zum ersten Mal die Philosophie hinter seinem Konzept Big Five for Life. Ausführlicher erläutert er dies in seinem Buch The Big Five for Life – Leadership’s Greatest Secret (dt. The Big Five for Life: Was wirklich zählt im Leben, 2009). Die persönlichen Lebensziele bzw. die wichtigsten Dinge, die eine Person in ihrem Leben tun und erleben möchte, heißen darin Big Five for Life, metaphorisch angelehnt an die fünf großen Tiere einer Afrika-Safari (Löwe, Büffel, Leopard, Nashorn, Elefant).
2010 veröffentlichte er mit dem Coach und Online-Blogger Tim Brownson das Buch How to be Rich and Happy (dt. Reich und Glücklich!: Wie Sie alles bekommen, was Sie sich wünschen, 2012) und schrieb 2014 und 2015 zu den Bestsellern Das Café am Rande der Welt und The Big Five for Life Fortsetzungen.
Im August 2019 erschien mit Auszeit im Café am Rande der Welt eine weitere Fortsetzung des Buches Das Cafe am Rande der Welt.
Die Rolle von Aha-Erlebnissen im Leben ist Thema in Ahas! Moments of Inspired Thoughts Vol. 1 (dt. Wenn Du Orangen willst, such nicht im Blaubeerfeld, 2015) und Ahas! Moments of Inspired Thoughts Vol. 2 (dt. Was nützt der schönste Ausblick, wenn du nicht aus dem Fenster schaust, 2017).
Insgesamt haben sich Streleckys Bücher mehr als sechs Millionen Mal verkauft und wurden in mehr als 30 Sprachen übersetzt.
Er lebt mit seiner Familie in Orlando, Florida.

## SeminarkonzeptBig Five For Life
Das Seminarkonzept Big Five for Life von John Strelecky und seinem Team John-Strelecky-and-Friends richtet sich an Erwachsene und Teenager sowie Unternehmer zur Entwicklung von Lebenszielen bzw. Unternehmenszielen. Ein zentraler Gedanke des Big Five for Life-Konzepts ist das Erkennen des eigenen Zwecks der Existenz (ZDE) und diesen mit der Arbeit in Einklang zu bringen: „Nicht nur jeder Mensch hat seinen eigenen ZDE, das gilt auch für jedes Unternehmen.“ Laut Strelecky wird man glücklicher und erfolgreicher, wenn der persönliche ZDE mit dem des Unternehmens harmoniert. Als Unternehmer solle man daher nur Mitarbeiter einstellen, „deren persönlicher Zweck der Existenz mit dem ZDE des Unternehmens harmoniert, für das sie arbeiten wollen.“

## Soziales Engagement
John Strelecky engagiert sich außerdem sozial. Mit Big Five for Life Gives gründete er ein gemeinnütziges Projekt, um jungen Menschen während der Schulzeit Zukunftsperspektiven bzw. ihre persönlichen Big Five zu zeigen. Des Weiteren unterstützt er das Programm RE for Free beim Fundraising mit Freiexemplaren seiner Bücher.

## Bibliographie
- The Why Are You Here Café im Selbstverlag 2003
  - Erste Buchveröffentlichung innerhalb eines Verlagsprogramms: The Why Café, Da Capo Press, Boston 2006
  - deutsch: Das Café am Rande der Welt, dtv, München 2007, ISBN 978-3-423-25357-4
- Life Safari, Aspen Light Publishing, Windermere 2007
  - deutsch: Safari des Lebens, dtv, München 2010, ISBN 978-3-423-34586-6
- The Big five for Life – Leadership’s greatest Secret, Aspen Light Publishing, Windermere 2008
  - deutsch: The Big Five for Life: Was wirklich zählt im Leben, dtv, München 2009, ISBN 978-3-423-34528-6
- mit Tim Brownson: How to be Rich and Happy, Aspen Light Publishing, Windermere 2010
  - deutsch: Reich und Glücklich! Wie Sie alles bekommen, was Sie sich wünschen, dtv, München 2012, ISBN 978-3-423-24908-9
- The Return to the Why Café, Aspen Light Publishing, Windermere 2014
  - deutsch: Wiedersehen im Café am Rande der Welt, dtv, München 2015, ISBN 978-3-423-34896-6
- The Big Five for Life Continued, Aspen Light Publishing, Windermere 2015
  - deutsch: Das Leben gestalten mit den Big Five for Life. Das Abenteuer geht weiter, dtv, München 2016, ISBN 978-3-423-34926-0
- Ahas! Moments of Inspired Thoughts (Vol. 1), Aspen Light Publishing, Windermere 2014
  - deutsch: Wenn Du Orangen willst, such nicht im Blaubeerfeld, dtv, München 2015, ISBN 978-3-423-28067-9
- Ahas! Moments of Inspired Thoughts (Vol. 2), Aspen Light Publishing, Windermere 2016
  - deutsch: Was nützt der schönste Ausblick, wenn du nicht aus dem Fenster schaust, dtv, München 2017, ISBN 978-3-423-28122-5
- Follow Where Your Heart Guides and You Will Discover Your True Self, Windermere 2019
  - deutsch: Folge dem Rat deines Herzens und du wirst bei dir selbst ankommen, dtv, München 2019, ISBN 978-3-423-28978-8
- The Why Are You Here Cafe: A new way of finding meaning in your life and your work, Windermere 2019
  - deutsch: Auszeit im Café am Rande der Welt, dtv, München 2019, ISBN 978-3-423-34964-2
- What I've Learned: Reflections on living a fulfilled life, Aspen Light Publishing, Windermere 2020
  - deutsch: Was ich gelernt habe: Erkenntnisse für ein glückliches Leben, dtv, München 2020, ISBN 978-3-423-28252-9
- A New Visitor to The Cafe on the Edge of the World, Aspen Light Publishing, Windermere 2022
  - deutsch: Überraschung im Café am Rande der Welt, dtv, München 2022, ISBN 978-3-423-26327-6